# Duanfang
Duanfang (端方, 20 avril 1861 - 27 novembre 1911) est un officiel de la dynastie Qing, membre de la bannière blanche à bordure mandchoue.

## Biographie
Les ancêtres de Duanfang sont des Chinois Han bien qu'il soit issu d'une bannière mandchoue. Plusieurs Chinois Han avaient en effet rejoint directement les bannières mandchoues au lieu de rejoindre les bannières chinoises séparées. Les Chinois Han des bannières mandchoues se « mandchourisèrent ». La bannière blanche mandchoue fut rejointe par plusieurs Chinois Han du Zhejiang, avec pour nom de famille Tao, qui désertèrent les rangs de la dynastie Ming vers 1644. Leur nom fut changé en « Totoro » plus mandchou. Duanfang est l'un de leurs descendants.
Les hommes des bannières mandchous utilisent généralement leur prénom pour se désigner et non leur nom de famille, tandis que les hommes des bannières Han utilisent leur nom de famille selon la coutume chinoise.
Duanfang passe les examens impériaux la huitième année du règne de l'empereur Guangxu (1882), puis devient yuanwailang (員外郎) avant de s'intéresser à la médecine herbale chinoise. Il soutient en 1898 la réforme des Cent Jours, mais après son échec, il se place sous la protection de Ronglu et Li Lianying (en) et ne subit pas de conséquences. Le gouvernement Qing établi ensuite le bureau d'agriculture et de commerce à Pékin, et Duanfang en est placé à sa tête. L'impératrice douairière Cixi le récompense avec un poste officiel de troisième rang. Duanfang achète un lot d'animaux d'Allemagne pour le zoo de Pékin.
Ensuite, Duanfang devient juge dans la province du Shaanxi, commissaire administratif, et agent du gouverneur. La 26e année du règne de l'empereur Guangxu (1900), après l'occupation de Pékin à la suite de la bataille de Pékin, l'impératrice douairière et l'empereur Guangxu fuient au Shaanxi. Duanfang est transféré à un nouveau poste de commissaire administratif au Henan, puis de gouverneur du Hubei. La 28e année du règne de l'empereur Guangxu (1902), Duanfang sert provisoirement comme vice-roi de Liangjiang (en), avant de devenir gouverneur du Hunan. Dans ses postes successifs, il encourage les étudiants à apprendre davantage, étant reconnu comme une personne éclairée et « enthousiaste pour les affaires étrangères et nationales ».
La 31e année du règne de l'empereur Guangxu (1905), Duanfang est rappelé à Pékin, et est promu vice-roi de Min-Zhe (en) mais est finalement transféré à d'autres tâches plus importantes. Le 24 septembre, en raison du mouvement constitutionnel, le gouvernement Qing envoie Duanfang, avec Zaize, Dai Hongci, Xu Shichang, et Shao Ying, dans une mission diplomatique en Occident pour étudier les différentes constitutions afin de préparer celle de Chine. Lorsque les cinq ministres embarquent le même jour, un révolutionnaire nommé Wu Yue se fait exploser à la gare de Zhengyangmen dans le but de les assassiner, ce qui provoque le report du voyage. Xu Shichang, Shaoying, et Li Shengduo sont finalement remplacés par Shang Qiheng.
Duanfang écrit des articles contre le bandage des pieds en soutien à la société pour l'émancipation des pieds.
Le 7 décembre, Duanfang et Dai Hongci partent discrètement, avec 33 officiels, sur un navire de guerre de Qinhuangdao à Shanghai, et le 19 décembre, ils sont transférés sur un navire américain à destination du Japon. Ils visitent ce pays, de même que les États-Unis, le Royaume-Uni, la France, l'Allemagne, le Danemark, la Suède, la Norvège, l'Autriche, et la Russie, et retourne en Chine en août de l'année suivante. Après leur retour, Duanfang fait le bilan de leur inspection, préconisant fortement d'étudier la restauration de Meiji japonaise, et de formuler une constitution aussi vite que possible.
Après son retour, Duanfang devient vice-roi de Liangjiang. Durant la première année du règne de l'empereur Xuantong (1909), il devient gouverneur du Zhili. En raison de photographies prises aux obsèques de l'impératrice Cixi, Duanfuang est démis de ses fonctions.
L'exposition industrielle de Nanyang de 1910 (en) a lieu alors que Duanfang est chancelier de la région.
Le 18 mai 1911, Duanfang est nommé superintendant de la voie ferrée Chuan Han-Yue Han. Le mouvement de protection des voies ferrées s'oppose alors à la nationalisation de la construction ferroviaire locale et à son transfert aux banques étrangères. Duanfang arrive à Hankou le 14 juillet. Le 7 septembre, en raison d'un meurtre à Chengdu, la situation au Sichuan devient hors de contrôle, ce qui participe à provoquer la révolution chinoise de 1911. Le 10 septembre, la cour démet Zhao Erfeng de sa fonction de gouverneur du Sichuan, et Duanfang devient gouverneur par intérim. Il mène la nouvelle armée du Hubei au Sichuan. Cette troupe se mutine cependant le 27 novembre, et l'officier Liu Yifeng tue Duanfang dans le cadre d'une vague générale de violence anti-Mandchous durant la révolution.

## Réussite universitaire
Duanfang est l'un des fondateurs de l'éducation moderne chinoise. Alors qu'il est vice-roi de Liangjiang, il fonde l'académie Jinan à Nankin. En tant que gouverneur du Hubei et du Hunan, il établit le collège des enseignants. Alors qu'il est gouverneur du Jiangsu, déterminé à se débarrasser des mauvaises habitudes, il ordonne aux comtés de rembourser les enveloppes rouges utilisées pour envoyer deux étudiants à l'étranger.
Duanfang est le fondateur du premier jardin d'enfants de Chine et des premières bibliothèques provinciales. Il envoie également plus de 20 jeunes filles au Japon pour étudier la formation des enseignants. La bibliothèque Jiangnan (en) est fondée par Duanfang à Nankin en 1907.

## Collection
Duanfang est un collectionneur reconnu d'antiquités, et maintient de bonnes relations avec le Français Paul Pelliot et d'autres. Durant son voyage d'inspection en Occident, il réunit plusieurs artéfacts d'Égypte ancienne, devenant le premier Chinois à collectionner les artéfacts étrangers. Après sa mort au Sichuan, ses enfants souffrent de la pauvreté et vendent en 1924 la plus précieuse pièce de sa collection - un ensemble de bronzes de la dynastie Shang pour environ 20 millions de taels d'argent à John Calvin Ferguson. Les bronzes sont aujourd'hui possédés par le Metropolitan Museum of Art de New York.

### liens externes
- Notices d'autorité :   - VIAF
  - ISNI
  - BnF (données)
  - LCCN
  - GND
  - Japon
  - Pays-Bas
  - Israël
  - Australie
  - Corée du Sud
  - WorldCat